# Colotois demaculata
Colotois demaculata là một loài bướm đêm trong họ Geometridae.